# Nazionale femminile di pallacanestro di Hong Kong
La nazionale femminile di pallacanestro di Hong Kong è la rappresentativa cestistica di Hong Kong ed è posta sotto l'egida della Federazione cestistica di Hong Kong.

## Piazzamenti

### Campionati asiatici
- 1968 - 7°
- 1970 - 8°
- 1972 - 5°
- 1974 - 5°
- 1976 - 7°

- 1978 - 5°
- 1980 - 6°
- 1982 - 7°
- 1984 - 9°
- 1988 - 6°

- 1990 - 8°
- 1992 - 5°
- 1994 - 5°
- 1995 - 8°
- 1997 - 10°

- 1999 - 8°
- 2001 - 10°
- 2004 - 9°
- 2005 - 9°
- 2007 - 8°

- 2013 - 12°
- 2015 - 11°

### Giochi asiatici
- 2014 - 9°
- 2018 - 10°

## Formazioni

### Campionati asiatici
Campionato asiatico femminile di pallacanestro 20014 Koon, 5 Chan W., 6 Jeung, 7 Chan Q., 8 Cho, 9 Tang, 10 Wu, 11 Yau, 12 Tong, 13 Yeung, 14 Lau, 15 Lam,        All. -
Campionato asiatico femminile di pallacanestro 20044 Chan, 5 Lam Y., 6 Lau K., 7 Wong, 8 Cheng, 9 Cheung, 10 Chan Q., 11 Lau S., 12 Tong, 13 Lam S., 14 Koon, 15 Huang,        All. Cheng Hok-loi
Campionato asiatico femminile di pallacanestro 20054 Koon, 5 Chan W., 6 Tsin, 7 Tang, 8 Cho, 9 Liu, 10 Chan Q., 11 Yau, 12 Yeung, 13 Huang, 14 Lam, 15 Chu,        All. -
Campionato asiatico femminile di pallacanestro 20074 Lo, 5 Wan, 6 Yap, 7 Cheung, 8 Cho, 9 Liu, 10 Chan, 11 Yau, 12 Lam, 13 Wu, 14 Koon, 15 Tsin,        All. -
Campionato asiatico femminile di pallacanestro 20134 Koon, 5 Chu H., 6 Cheuk, 7 Wong T., 8 Law, 9 Yap, 10 Li, 11 Wong M., 12 Lam, 13 Lo, 14 Chan, 15 Cheng,        All. Chu Chun-sang
Campionato asiatico femminile di pallacanestro 20154 Wong Y., 5 Wong K., 6 Cheuk, 7 Wong T., 8 Lam P., 9 Tong, 10 So, 11 Chan, 12 Lam Y., 13 Cheng W., 14 Koon, 15 Chu,        All. Cheng Hok-loi

### Giochi asiatici
Pallacanestro ai XVII Giochi asiatici4 Lam P., 5 Wong M., 6 Cheuk, 7 Wong T., 8 Cho, 9 Yap, 10 Li, 11 Chan, 12 Lam Y., 13 Huang, 14 Koon, 15 Chu,        All. Cheng Hok Loi
Pallacanestro ai XVIII Giochi asiatici1 Kwong, 2 Wong Y., 6 Cheuk, 12 Wong Ki., 13 Wong P., 17 Wong T., 21 Li, 24 Wong Ka-man, 31 Lam, 34 Wong Ka-yee, 55 Chan, 00 Ma,       All. Koon Kin-ho